# 平成19年度全国高等学校総合体育大会
平成19年度全国高等学校総合体育大会（へいせい19ねんどぜんこくこうとうがっこうそうごうたいいくたいかい）は、2007年（平成19年）7月から2008年（平成20年）2月にかけて行われた全国高等学校総合体育大会である。
実施33競技のうち、29競技による夏季大会が2007年7月28日 - 8月20日を開催期間として佐賀県で、冬季大会の4競技が競技種目ごとに下記開催地および開催期間にてそれぞれ実施された。

## 夏季大会
夏季大会は、2007年（平成19年）7月28日から8月20日まで佐賀県などで開催された。大会愛称は2007青春・佐賀総体、大会スローガンは「この夏 佐賀に 君色の風が吹く」。総合開会式は7月28日に佐賀県総合運動場陸上競技場で行われた。
九州ブロック北部での開催年にあたっていたが、佐賀県単独主催となった。(サッカー会場のみ福岡県を含む - 久留米市・小郡市・春日市）

### 概要
- 主催：公益財団法人全国高等学校体育連盟、佐賀県、佐賀県教育委員会、関係全国中央競技団体
- 後援：文部科学省、公益財団法人日本体育協会、日本放送協会（NHK）
- 協賛：コカ・コーラ

### 実施競技・会場一覧
- 陸上競技（男女）（佐賀県総合運動場陸上競技場）
- レスリング（男）（佐賀市立諸富文化体育館）
- 体操（男女）（佐賀県総合体育館）
- 弓道（男女）（唐津商業高校）
- 水泳
  - 競泳（男子）（佐賀県総合運動場水泳場）
  - 飛込（男女）（同上）
  - 水球（男）（佐賀東高校）
- テニス（男女）（佐賀県総合運動場庭球場・佐賀市立テニスコート・佐賀県立森林公園テニスコート）
- バスケットボール（男女）（唐津市文化体育館・唐津市鎮西スポーツセンター体育館・唐津市北波多社会体育館・唐津市相知天徳の丘運動公園社会体育館・唐津東高校・唐津東中学校・唐津南高校・唐津工業高校・厳木高校・相知中学校）
- 登山（男女）（幕営地）
- バレーボール（男女）（鳥栖市民体育館・鳥栖高校・鳥栖工業高校・鳥栖商業高校・基山町総合体育館・みやき町中原体育館）
- 自転車競技（男）
  - トラック（武雄競輪場）
  - ロード（武雄市特設ロードコース）
- 卓球（男女）（佐賀県総合体育館）
- ボクシング（男）（市村記念体育館）
- ソフトテニス（男女）（嬉野市みゆきテニスコート・嬉野中学校）
- ホッケー（男女）（伊万里市国見台陸上競技場・伊万里市国見台球技場・伊万里商業高校・伊万里高校）
- ハンドボール（男女）（神埼中央公園体育館・トヨタ紡織九州クレインアリーナ・小城市三日月体育館・小城市芦刈文化体育館・川副中学校・有明中学校）
- ウエイトリフティング（男）（炎の博記念堂）
- サッカー（男）（鳥栖スタジアム・鳥栖スタジアム北部グラウンド・鳥栖市陸上競技場・福岡県営春日公園球技場・白水大池公園多目的広場・小郡市陸上競技場・久留米総合スポーツセンター陸上競技場・うきは市船越運動公園）
- ヨット（男女）（佐賀県ヨットハーバー）
- バドミントン（男女）（武雄市白岩体育館・武雄青陵高校・山内中学校・北方中学校・佐賀のへそ・ふれあい交流センター・小城市牛津体育センター・牛津中学校・大町中学校）
- フェンシング（男女）（嬉野市体育館）
- ソフトボール
  - （男）（鹿島市民球場・鹿島市祐徳運動広場・太良町営野球場・太良町道越環境広場）
  - （女）（スポーツパーク川副多目的広場・佐賀空港多目的広場）
- 空手道（男女）（市村記念体育館）
- 相撲（男）（玄海町社会体育館）
- アーチェリー（男女）（多久市陸上競技場）
- 柔道（男女）（基山町総合体育館）
- なぎなた（女）（嬉野市体育館）
- ボート（男女）（松浦川ボートコース）
- カヌー（男女）（白石遊水池公園カヌー競技場）
- 剣道（男女）（佐賀県総合体育館）

### 一人一役運動
この大会の特徴となっているのが、選手以外の地元高校生の「一人一役運動」である。これは、佐賀県教育委員会が中心となって推進し、選手以外の県内の高校生が、それぞれの得意領域を生かして、ボランティアとして大会に参加するというもの。
- JR佐賀駅や佐賀空港をはじめ各競技場などでの案内
- 開会式でのアトラクション
- 競技進行の補佐
- 競技等の取材・情報発信

など、様々な取り組みが行われている。特に競技等の情報発信は、テレビが視られなくなるかもしれないという現実的問題から進められてきた佐賀県内のIT環境整備の一環として取り組まれている。
また、テーマソングに佐賀市出身の千綿偉功による『君色の風 ～想～』があるが、各競技場などのほか、放送メディアなどでも積極的に使用されたため結果的に大会メインテーマのような扱いを受けた。

### 中継放送
大会の模様は例年通りNHKが中継を担当。今回は佐賀放送局が当番を務めるが、人手不足となるため、隣の福岡など、九州各局を中心に応援体制が組まれた。
- 開会式以外に、7月31日以降教育テレビにて陸上・水泳・バレーボール（男子決勝）・ホッケー（女子決勝）・なぎなた・新体操を中継。

NHK以外ではJ SPORTSがサッカー（準決勝・決勝）・バレーボール（女子決勝）を中継。このほか、佐賀県内では地元ケーブルテレビ局でその日の競技ダイジェストを放送。

### 天候変化に呪われた大会
「若楠国体（1976年（昭和51年））のために建設された既存施設の活用」が謳われた大会だっただけに、屋外で実施された競技も多く、その分、自然災害の影響をまともに受けた大会となった。
- 8月2日、台風5号が九州の東部を通過。佐賀県の佐賀・多久地区に暴風警報が発表されていたにもかかわらず、そのことが現場関係者に十分伝わらず、陸上競技は続行された。男子400m走の予選中、大会関係者用のテントが突風で飛ばされ、関係者2名が軽い怪我。テントはトラックをも通り抜け、選手2名が危うく巻き込まれるところであった。その模様は高校生がケーブルテレビのSDN県民チャンネルや大会公式サイトで配信するためにハイビジョンカメラで撮影していた映像で捉えられ、各テレビ局のニュースで当日から翌日にかけて「視聴者撮影映像」として繰り返し放送された。
- 翌3日、台風5号の影響で佐賀県内は湿った空気が流れ込みやすくなっており、大気の状態が非常に不安定となっていた。陸上競技中の午後、佐賀・多久地方は激しい雷雨に見舞われ、競技中断を余儀なくされた。午後6時過ぎには、会場の東に位置する巨勢町（こせまち）地域で竜巻が発生。その模様はテレビ局の取材カメラも捉えていた。しかし、大会本部は、競技場の運用コストを抑えることなどを目的に、日程どおり競技を進めることを決断。結局、この日の陸上競技が終了したのは、午後10時過ぎとなった。

## 冬季大会
平成19年度全国高等学校総合体育大会では、2007年（平成19年）12月から2008年（平成20年）2月にかけてスキー、スケート・アイスホッケー、ラグビーフットボール、駅伝の4競技が冬季大会として開催された。

### スキー大会
スキー大会は、第57回全国高等学校スキー大会として2008年2月3日 - 2月7日に新潟県湯沢町、十日町市、南魚沼市で開催された。スローガンは、「魚沼の光り輝く雪上に 熱い魂刻み込め」。

#### 概要
- 主催：財団法人全国高等学校体育連盟、財団法人全日本スキー連盟、新潟県、新潟県教育委員会、湯沢町、湯沢町教育委員会、十日町市、十日町市教育委員会
- 後援：文部科学省、財団法人日本体育協会、日本放送協会、財団法人新潟県体育協会、湯沢町体育協会、十日町市体育協会
- 主管：財団法人全国高等学校体育連盟スキー専門部、新潟県高等学校体育連盟、財団法人新潟県スキー連盟、湯沢町スキー連盟、十日町市スキー連盟
- 協賛：コカ・コーラ

#### 実施競技・会場一覧
| 競技名 | 競技名                                            | 競技名 | 会場地                | 会場                                                |
| ------ | ------------------------------------------------- | ------ | --------------------- | --------------------------------------------------- |
| スキー | アルペン                                          |        | 湯沢町                | 苗場スキー場                                        |
| スキー | クロスカントリー                                  |        | 十日町市              | 吉田クロスカントリー競技場                          |
| スキー | スペシャルジャンプ 女子スペシャルジャンプ公開競技 |        | 南魚沼市              | 新潟県塩沢ジャンプ台                                |
| スキー | ノルディックコンバインド                          |        | - 南魚沼市 - 十日町市 | - 新潟県塩沢ジャンプ台 - 吉田クロスカントリー競技場 |

### ラグビーフットボール大会
ラグビーフットボール大会は、第87回全国高等学校ラグビーフットボール大会として2007年（平成19年）12月27日 - 2008年（平成20年）1月7日に大阪府東大阪市の花園ラグビー場、花園中央公園多目的球技広場で開催された。

### 駅伝大会
駅伝競走大会は、男子第58回女子第19回全国高等学校駅伝競走大会として2007年（平成19年）12月23日に京都府京都市の京都市西京極総合運動公園陸上競技場発着、国立京都国際会館折り返しコースで開催された。